# Szalók (keresztnév)
A Szalók régi magyar személynév, eredete bizonytalan. Valószínűleg a Szal-, Szol kezdetű nevek régi magyar -ók kicsinyítőképzős beceneve, de lehet szláv eredetű is. A török származtatása, miszerint a jelentése balkezes volna, vitatott.

## Gyakorisága
Az 1990-es években szórványos név, a 2000-es években nem szerepel a 100 leggyakoribb férfinév között.

## Névnapok
- január 24.[2]
- január 29.[2]
- május 17.[2]